# Болотное
Болотное (на руски: Боло́тное) е град в Русия, административен център на Болотнински район, Новосибирска област. Населението на града към 1 януари 2018 година е 15 668 души.

## История
Селището е основано през 1805 година, през 1943 година получава статут на град.